# Volfefe指数

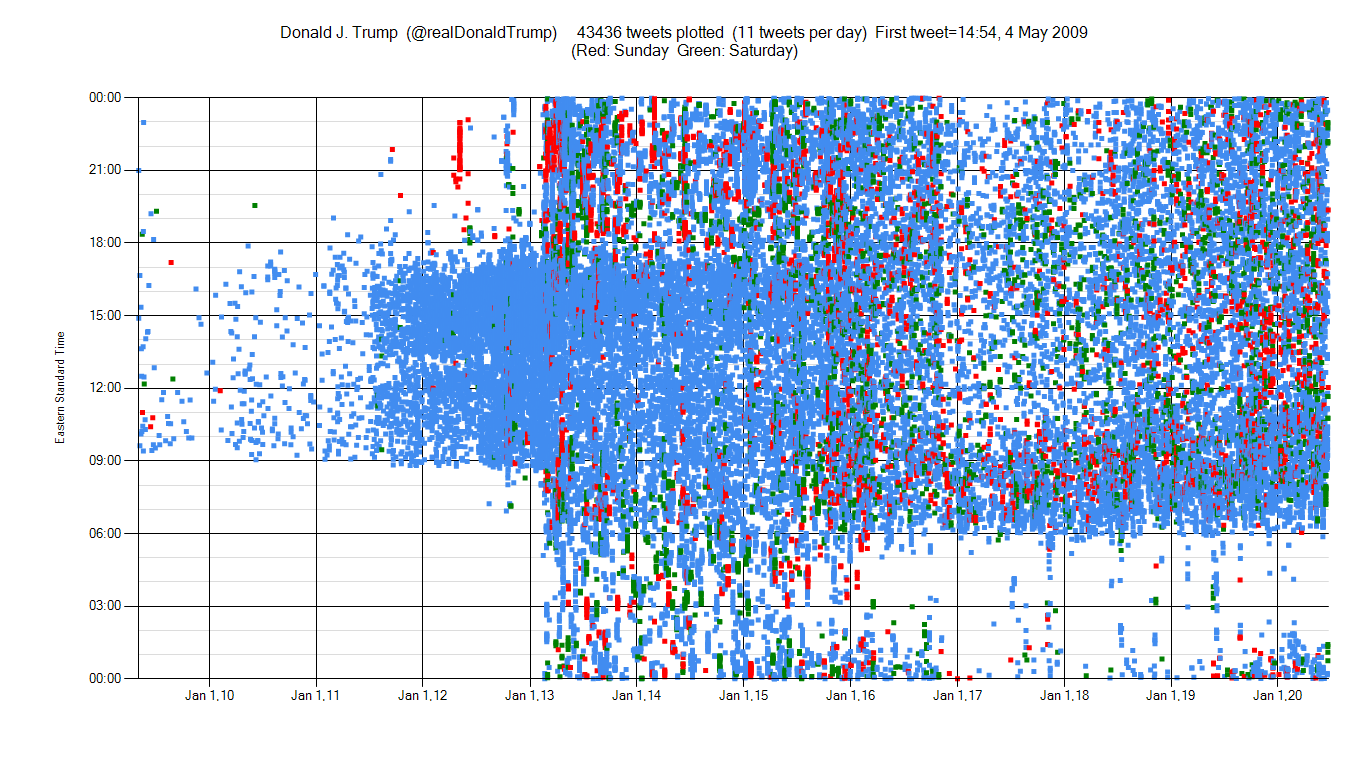
唐纳德·特朗普自2009年5月的第一条推文起的Twitter活动。不包括转推。

Volfefe指数（英語：Volfefe index）是美国总统唐納·川普发的推文引起的美国国库证券市场情绪波动的股價指數。
彭博新聞社观察到，之所以建立Volfefe指数，是因为特朗普的推文对债券价格具有统计学意义。ABC新闻在线认为，面对特朗普在社交媒体上“难以捉摸”的活动，Volfefe可以帮助分析利率風險。

## 词源
“Volfefe”这个名称取自特朗普的推文“covfefe”。Vol代表波动性（volatility）。

## 创立
Volfefe指数由摩根大通于2019年9月9日推出。

## 方法
在构成Volfefe背后的方法论基础方面，摩根大通使用软件分析了特朗普推文的语料库。他们分析了14,000条推文，以形成其软件的初步预测。分析师相信，推文与随后的市场走势之间存在直接关联。当推文特别提及包括美联储在内的金融事务时，这些市场走势最为明显。在纽约证券交易所工作日发布的推文更有可能导致市场情绪发生变化；但是，需注意的是，这些推文可能会在一天中的任何时间出现，因此会对全球市场产生影响。推文的关键词通常包括“China（中国）”、“billion（十亿）”、“products（产品）”、“Democrats（民主党）”、“great（伟大）”、“dollars（美元）”、“tariffs（关税）”和“trade（贸易）”。

## 分析与评价
彭博新聞社指出：“摩根大通的‘Volfefe指数’以特朗普于2017年5月发表的神秘covfefe推文命名，表明总统的电子思维对国债收益率产生了有统计学意义的影响。”
ABC新闻在线评论称，摩根大通创立了Volfefe指数，“以衡量特朗普先生难以捉摸的推文对美国利率的影响”。
在中国，特郎普对股市的影响被人们戏称为“一顿操作猛如虎，涨跌全看特朗普”。